# Boudin vert
Pour les articles homonymes, voir Boudin.
Le boudin vert est une spécialité culinaire belge originaire d'Orp-le-Petit, dans la province du Brabant wallon, où il est connu sous le nom de vète trêpe (wallon unifié, vete tripe /vɛt.‿tʀip/, localement prononcé vète trëpe /vɛt.‿tʀəp/ ou comme ici /vɛt.‿tʀɛːp/). 
Fait à base de chou vert et de chou vert frisé, de viande blanche de porc et d'épices, sa fabrication est jugée chaque année par les tastes d'el trêpe, membres de la confrérie des Mougneux d'vète trêpe (« mangeurs de boudin vert ») qui accordent aux meilleurs des labels fort recherchés.

## Histoire et origine
Ce boudin est originaire de la province du Brabant wallon, où il est nommé vète trêpe. C'est l'emblème gastronomique d'Orp-le-Petit, hameau de la commune d'Orp-Jauche, où chaque année la confrérie des Mougneux d'vète trêpe (« mangeurs de boudin vert ») fête ses boudins au printemps.
L'origine du boudin au chou vert remonte au moins à l'époque médiévale. Les choux verts frisés, qui sont cultivés à Orp-le-Petit sur les alluvions du ry Henri-Fontaine (le ruisseau du Grand-Hallet), sont une des bases de ce boudin,. 
La tradition orale, longtemps considérée comme une légende, racontait qu’en 1830, des troupes wallonnes se dirigeant vers Bruxelles, afin de bouter l'occupant hollandais hors du pays, firent étape à Orp, où ils furent accueillis par les habitants. Elles furent restaurées et abreuvées et surtout gardèrent en mémoire les mètres de boudin vert au chou frisé qui leur avaient été servis à cette occasion,.
Une légende qui devint réalité le jour où l'on retrouva, il y a quelques années, dans le grenier de l’ancienne maison communale, un drapeau de couleur grenat offert en 1830 par le comité de subsistance de Liège à la commune d'Orp, en remerciement de ces agapes. Ce drapeau orne maintenant la salle du Conseil communal d’Orp-Jauche,.

## Ingrédients
Du chou vert et du chou frisé, car plus gustatif et aromatique, auquel s'adjoignent de la viande blanche de porc et des épices, selon des compositions et mélanges qui restent secrets. Les proportions sont : 1/3 de chou (dont 1/3 de chou vert et 2/3 de chou frisé), plus 2/3 de viande de porc. Ce sont les directives de la confrérie que respectent tous les charcutiers d'Orp-Jauche et de ses hameaux.

## Préparation
La vète trêpe commercialisée est élaborée par des bouchers locaux qui se veulent respectueux des recettes ancestrales. Leur production est dégustée lors du chapitre de leur confrérie par les tastes d'el trêpe. Les bouchers jugés les meilleurs reçoivent un petit chapeau pour deux labels successifs et un grand chapeau pour cinq labels successifs.

## Consommation
Ce boudin peut se déguster chaud ou froid,. Il se présente coupé en rondelles pour l'apéritif. Cuit, il se sert chaud avec une purée de pommes de terre et des carottes Vichy, du chou rouge ou des pommes fruits coupées en quartiers et bien dorées dans la poêle.

Il est traditionnellement accompagné d'une bière belge, la Saison 1900 par exemple, ou même d'un champagne dont il ne dénature pas le goût.

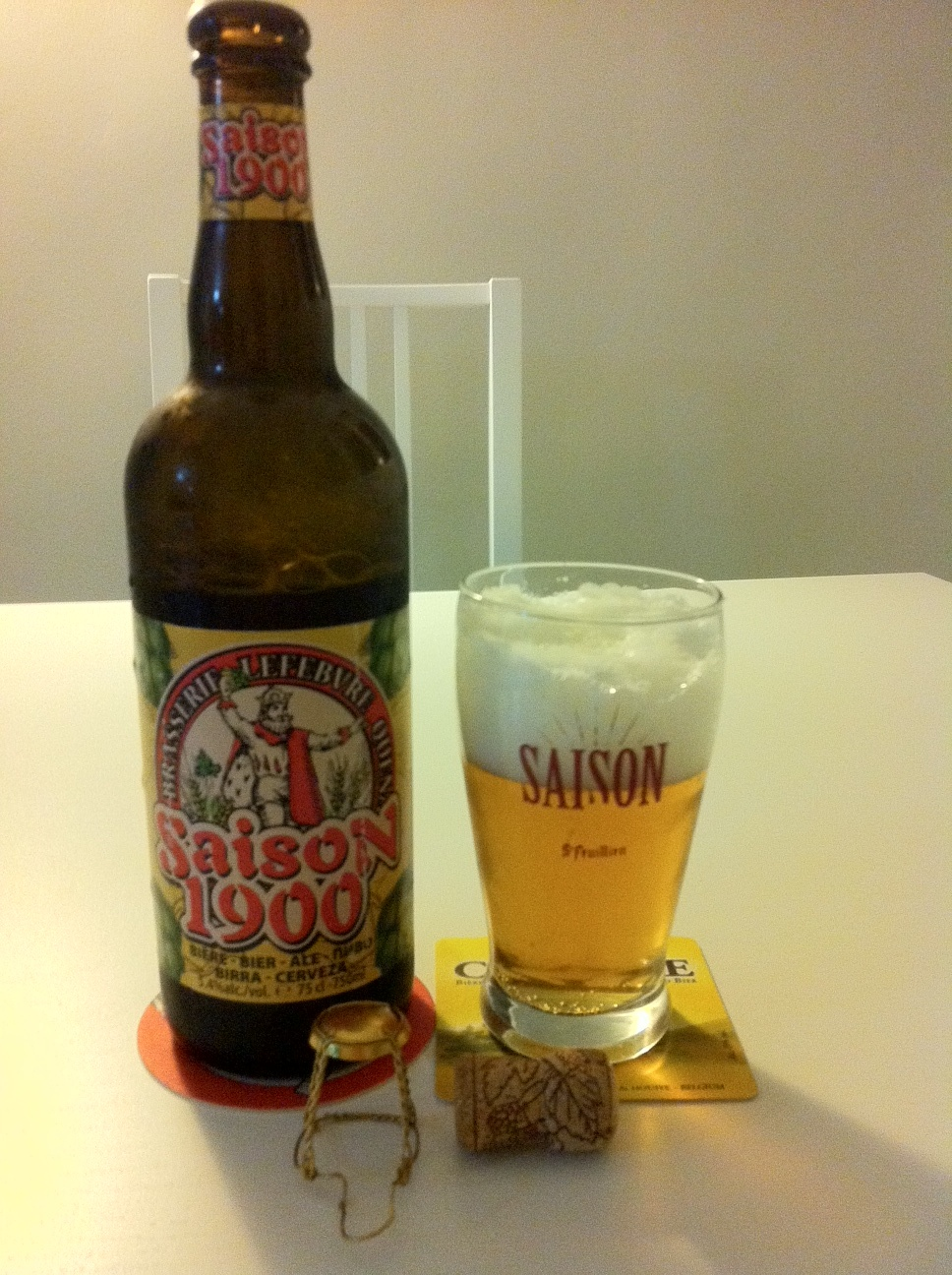
Saison 1900.

## Promotion

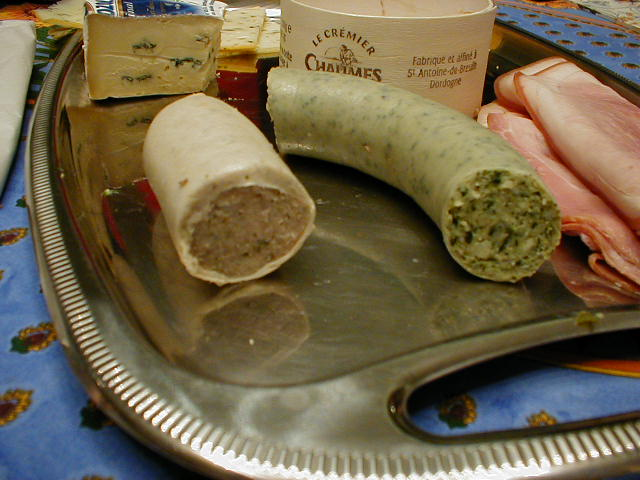
Vète trêpe d’Orp-le-Petit (à droite).

En 1980, il fut décidé de fonder une confrérie chargée de promouvoir le boudin vert et de le défendre par un label déposé.
« En l'an de grâce 1981, Orp-le-Petit étant dans la liesse de sa grande et célèbre kermesse, le sire Théo, géant d’Orp-le-Petit, mandata Jules Lacanne, mayeur de l'époque, afin qu'il fondât une Confrérie gastronomique destinée à célébrer la grandiose réputation du hameau et de son fameux boudin vert. »
Désormais, le chapitre de la confrérie, composé de 18 membres, se réunit chaque année à la mi-avril. La confrérie organise également un grand feu purificateur avant la période pascale.
Chaque année, un des samedis précédant Pâques, la confrérie des Mougneux d'vète trêpe (« mangeurs de boudin vert ») célèbre la fête du printemps. Les choux sont promenés en fanfare dans les rues de la localité au milieu d'un grand concours de foule. Le défilé se termine par le jet d'un chou dans un feu de joie purificateur d'un bûcher dressé dans le parc communal,.